# Левкип (син на Туримах)
Вижте пояснителната страница за други значения на Левкип.
Левкип (на старогръцки: Λεύκιππος, Leukippos, Leucippus) в гръцката митология е цар на Сикион през 19 век пр.н.е. след баща му Туримах.
Левкип има дъщеря Калхиния, която има от Посейдон син Перат. Понеже Левкип няма син, възпитава Перат и той става по-късно цар на Сикион.
Според Евсевий Кесарийски наследникът на Левкип е Месап.